# Gran Premio motociclistico di Finlandia 1962
Il Gran Premio motociclistico di Finlandia fu il decimo appuntamento del motomondiale 1962 e fu la prima volta che una prova iridata si svolse in Finlandia. In questa occasione prese il posto nel calendario di un altro gran premio scandinavo, quello di Svezia.
Si svolse il 23 settembre 1962 a Tampere. Erano in programma le classi 50 125, 350 e 500.
Con tutti i titoli iridati, ad eccezione di quello della classe di minor cilindrata, le vittorie andarono a Alan Shepherd su Matchless in 500, a Tommy Robb in 350, a Jim Redman in 125 e a Luigi Taveri in 50; tutti questi piloti erano equipaggiati di moto Honda.

## Classe 500
Questa trasferta in Nord Europa non fu molto seguita dai piloti abituali del motomondiale, tanto è vero che buona parte dei partenti era composta da piloti scandinavi: furono solo 16 i centauri al via di questa prima edizione finlandese e solo 11 furono classificati al termine della prova.
Non presente la MV Agusta, Mike Hailwood era stato iscritto alla gara su una Norton ma si infortunò durante le prove della 125 sulla sua MZ e non poté prendere la partenza.

### Arrivati al traguardo
| Pos. | Pilota               | Moto      | Tempo      | Punti |
| ---- | -------------------- | --------- | ---------- | ----- |
| 1    | Alan Shepherd        | Matchless | 1h 03:16.9 | 8     |
| 2    | Sven-Olov Gunnarsson | Norton    | +1:02.8    | 6     |
| 3    | František Šťastný    | Jawa      | +1:38.6    | 4     |
| 4    | Anssi Resko          | Matchless | +1:55.0    | 3     |
| 5    | Harald Karlsson      | Norton    | +1 giro    | 2     |
| 6    | Roland Föll          | Matchless | +1 giro    | 1     |
| 7    | Rudolf Gläser        | Norton    | +1 giro    |       |
| 8    | Tauno Nurmi          | Norton    | +          |       |
| 9    | Antero Ventoniemi    | Norton    | +          |       |
| 10   | Viljo Heino          | Norton    | +          |       |
| 11   | Raine Lampinen       | Norton    | +          |       |

### Ritirati
| Pilota           | Moto      | Motivo ritiro |
| ---------------- | --------- | ------------- |
| Mike Duff        | Matchless |               |
| Agne Carlsson    | Norton    |               |
| Pentti Lehtelä   | Norton    |               |
| Hannu Kuparinen  | Norton    |               |
| Veikko Sulasaari | Norton    |               |

## Classe 350
Il pilota già vincitore della classe regina, Alan Shepherd, in questo caso su MZ, con il suo terzo posto portò i primi punti alla casa motociclistica tedesco-orientale in questa specifica categoria.

### Arrivati al traguardo (posizioni a punti)
| Pos. | Pilota               | Moto   | Tempo | Punti |
| ---- | -------------------- | ------ | ----- | ----- |
| 1    | Tommy Robb           | Honda  |       | 8     |
| 2    | Jim Redman           | Honda  |       | 6     |
| 3    | Alan Shepherd        | MZ     |       | 4     |
| 4    | Sven-Olaf Gunnarsson | Norton |       | 3     |
| 5    | Taneli Lepo          | AJS    |       | 2     |
| 6    | Moto Kitano          | Honda  |       | 1     |

## Classe 125

### Arrivati al traguardo (posizioni a punti)
| Pos. | Pilota        | Moto   | Tempo     | Punti |
| ---- | ------------- | ------ | --------- | ----- |
| 1    | Jim Redman    | Honda  | 57' 43" 1 | 8     |
| 2    | Luigi Taveri  | Honda  | + 1" 1    | 6     |
| 3    | Alan Shepherd | MZ     | +56" 4    | 4     |
| 4    | Hans Fischer  | MZ     | +57" 5    | 3     |
| 5    | Frank Perris  | Suzuki | +2' 02"   | 2     |
| 6    | Jukka Petäjä  | MZ     |           | 1     |

## Classe 50
Rientrato dall'infortunio che l'aveva costretto a saltare due gare e limitandosi a partecipare alla gara di questa classe, Ernst Degner ottenne un quarto posto finale; in questo modo la lotta per il titolo mondiale restava ancora aperta tra lui e il connazionale Hans-Georg Anscheidt.

### Arrivati al traguardo (posizioni a punti)
| Pos. | Pilota               | Moto     | Tempo | Punti |
| ---- | -------------------- | -------- | ----- | ----- |
| 1    | Luigi Taveri         | Honda    |       | 8     |
| 2    | Tommy Robb           | Honda    |       | 6     |
| 3    | Hans-Georg Anscheidt | Kreidler |       | 4     |
| 4    | Ernst Degner         | Suzuki   |       | 3     |
| 5    | Teisuke Tanaka       | Honda    |       | 2     |
| 6    | Hugh Anderson        | Suzuki   |       | 1     |